# I. Geláz pápa
Szent  I. Geláz    (kb. 410 – 496. november 21.) néven ült a pápai trónra, a történelem 49. római katolikus egyházfője. 492. március 1-jétől 4 és fél éven át töltötte be hivatalát. Az utókor III. Félix pápa méltó utódaként emlegeti, aki követte elődei magatartását és nem egyezett ki a keleti egyházakkal. Ezen felül gyakran emlegetik íródeák pápaként is, hiszen sok műve maradt fenn mind a mai napig.

## Élete
Származása alapján a harmadik afrikai pápa, akinek bőrszínét még mindig kételyek övezik. A Liber Pontificalis szerint Geláz fekete bőrű volt, hiszen natione Afernak nevezi, amely afrikai születésűt jelent. Ez akkoriban egyben arra is utalt, hogy fekete bőrű; más források azonban ezt cáfolják.
A keresztény egyház szolgálatában több pápa uralkodása alatt mint fogalmazó töltött be egyre magasabb pozíciókat. III. Félix pápa idején már befolyásos archidiakónus volt, aki folyamatos feljegyzéseket készített Félix pontifikátusáról. Végül 492. március 1-jén a római zsinat Gelázt választotta meg az egyház első emberének. Ezzel a gesztussal a nyugati egyház továbbra is fenntartotta elveit a Keletrómai Birodalom császárával és a konstantinápolyi pátriárkával szemben. Geláz szándéka nem az volt, hogy fenntartsa az egyházszakadást, hanem hogy azt megpróbálja a római apostoli szent szék akarata szerint helyreállítani. Ekkor írta De duabus in Christo naturis (Krisztus kettős természetéről) című művét, amelyben a monofizita keleti hit legfőbb pillérét támadja meg. A monofizita álláspont ugyanis Jézus kizárólag isteni lényét ismerte el. Geláz ebben az írásában világossá tette Róma álláspontját, és eretneknek nevezte a keleti egyházak tanait.
I. Anasztasziosz bizánci császár is kapott levelet a pápától, amelyben Geláz kifejtette az Istentől való két világot kormányzó két hatalom elméletét. Ez a teória azt mondta ki, hogy a vallási dolgokban a császárnak el kell fogadni a pápa primátusát, míg világi ügyekben az egyház van alárendelve a császári hatalomnak.
Uralkodásának nagy részét az egyházszakadás felszámolásával töltötte, de Róma városában is sok dolga akadt. Így az ő idejében sikerült végre felszámolni az egyik legnagyobb hagyományos római fesztivált, a Lupercaliát. Ez az ünnep még a város pogány éveiből maradt fenn, amelyet a termékenység és lelki megtisztulás jegyében tartottak. Végül Geláznak sikerült elérnie, hogy Andromachus szenátor eltörölje a fesztivált, és helyette Szűz Mária ünnepét vezesse be.
Pontifikátusa alatt Rómában ismét elterjedt a manicheus eretnekség. Amikor a titkos szekta létezésére fény derült, Geláz azonnal ellenük fordult. A keresztény szokások szerint borral és kenyérrel áldoztatta meg a város minden hívét. A manicheusok azonban csak borral áldozhattak. Így hamar kiderült, hogy ki hova tartozik.
495-ben Rómában zsinatot hívott össze. Ezen a zsinaton üdvözölték először a pápát mint Krisztus földi helytartóját. Itt vezette be és egészítette ki a Biblia kánoni írásait.
Rövid pontifikátusának fantasztikusan sok írásos emléke maradt fenn. Ezek egyikében teljessé teszi a római pápák primátusának elvét. A Vatikán archívuma ma is 42 levelét őrzi, és további 49 levelének töredékét. Ezen levelek főként a keleti egyházakhoz szólnak, és a pápai elsőbbséget hirdetik. De vannak amelyek a kánonokról szólnak.
I. Geláz 496. november 19-én  – mások szerint november 21-én  – halt meg Rómában, november 21-én temették el.

## Művei
- Documenta Catholica Omnia (latin nyelven). [2018. november 5-i dátummal az eredetiből archiválva]. (Hozzáférés: 2011. december 6.)